# Autoarchiviazione
L'autoarchiviazione (self-archiving) è la pratica di rendere liberamente disponibile su Internet, o più in particolare sul World Wide Web, il proprio contributo di ricerca per garantirgli accesso aperto. Il contributo di ricerca può essere di diverse forme, tra le quali gli e-print—versioni digitali di un documento di ricerca, siano essi preprint, postprint o la stessa pubblicazione scientifica in forma definitiva—fogli di lavoro, poster scientifici, presentazioni e così via.
L'autoarchiviazione è un processo che consiste nell'immissione guidata dei metadati che individuano il proprio contributo e del relativo file (solitamente, un PDF), nell'archivio digitale scelto. Gli archivi digitali sono solitamente il proprio sito Web personale, un deposito istituzionale o un deposito disciplinare.
Nel caso di lavori scientifici pubblicati o destinati alla pubblicazione, la pratica di autoarchiviazione potrebbe talvolta teoricamente entrare in contrasto coi diritti concessi dall'autore alla casa editrice che gestisce la pubblicazione finale. I diritti sono ceduti senza compenso mediante il Copyright transfer agreement, che gli autori firmano in fase di pubblicazione.

## Origini
Il termine self-archiving (autoarchiviazione) è stato proposto esplicitamente come pratica universitaria da Stevan Harnad nel 1994 e poi formalmente pubblicato nel 1995.
Ricercatori in informatica hanno praticato l'autoarchiviazione su server FTP dagli anni '80 (vedi CiteSeer), mentre dagli anni '90 si hanno tracce di autoarchiviazioni su archivi digitali come arXiv. 
Da luglio 2013, circa il 70% delle 1274 case editrici registrate nell'indice SHERPA RoMEO permette l'autoarchiviazione. Anche l'Università di Torino cura un database aperto che riporta le condizioni di autoarchiviazione praticate dagli editori italiani e stranieri, quali: versione da archiviare, tempistica del deposito, restrizioni particolari.

## Cosa viene autoarchiviato
Una pubblicazione scientifica assume varie forme elettroniche, chiamate con il nome generale di e-print, a seconda dello stadio editoriale in cui il documento si trova:
1. preliminare (preprint): l'articolo come viene sottoposto alla revisione dei pari;[9]
2. rivisto (postprint): l'articolo corretto secondo i consigli dei revisori;[9]
3. definitivo (camera-ready): l'articolo come viene pubblicato dalla casa editrice.

## Diritto di autoarchiviazione
Gli autori, ovvero i ricercatori, posseggono naturalmente il diritto all'autoarchiviazione delle proprie opere finché ne detengono il copyright.
Tipicamente, però, durante il processo di revisione paritaria, un articolo viene proposto per la pubblicazione ad una rivista scientifica o ad un congresso scientifico e, dopo varie fasi di revisioni e correzioni, esso viene definitivamente approvato dal comitato editoriale.
È a questo punto che la casa editrice, prima di procedere a rendere l'articolo effettivamente pubblicato, solitamente chiede all'autore il trasferimento di tutti i suoi diritti su tale articolo; pertanto, dopo che il copyright è passato alla casa editrice, è quest'ultima che, talvolta, concede in licenza all'autore l'autoarchiviazione dell'articolo.
Le politiche in merito alla concessione possono però variare grandemente.
In certi casi, infatti, la casa editrice, prima di accettare la pubblicazione, chiede all'autore di rimuovere le preprint o le postprint dell'articolo.
In molti altri casi, invece, la casa editrice e i comitati editoriali delle riviste scientifiche considerano l'autoarchiviazione di una preprint o di una postprint, ancorché informale, come un atto di precedente pubblicazione e potrebbero addirittura rifiutare di prendere in considerazione la proposta di pubblicazione dell'articolo da parte dell'autore.
D'altro canto, infine, una casa editrice ad accesso aperto di norma non richiede affatto il trasferimento dei diritti, lasciando quindi che l'autoarchiviazione resti un diritto continuo e perpetuo dell'autore.
L'unico modo che l'autore ha per conoscere con precisione i diritti di autoarchiviazione sulle sue opere dipende dai termini contrattuali del contratto di cessione dei diritti di autore (copyright transfer agreement) che egli accetta in fase di pubblicazione.
Dato che tali contratti, non sono sempre chiari e facili da capire, oltreché redatti in inglese, sono sorti strumenti che aiutano i ricercatori a sintetizzare le politiche utilizzate dalle varie case editrici, collane e riviste accademiche, per riassumere cosa, quando e come un articolo possa essere autoarchiviato.

### Strumenti di sintesi delle condizioni di autoarchiviazione
Lo strumento più conosciuto e utilizzato è SHERPA/Romeo, un catalogo web delle politiche sul diritto d'autore e sull'archiviazione adottate dalle case editrici e dalle riviste scientifiche.
SHERPA/RoMEO assegna un colore a seconda dei diritti che queste concedono agli autori:
bianconessun diritto all'autoarchiviazione;
giallodiritto di archiviare preprint;
bludiritto di archiviare postprint (non include necessariamente il diritto di archiviare preprint);
verdediritto di archiviare preprint e postprint e, a volte, la versione elettronica della pubblicazione finale, prodotta dalla casa editrice.
Il colore assegnato da SHERPA/RoMEO costituisce solo una catalogazione preliminare, perché diverse condizioni particolari potrebbero essere imposte dalle case editrici.
Per esempio, la Association for Computing Machinery (ACM) è elencata come verde, ma richiede di includere uno specifico avviso di copyright nella preprint.
Il servizio web rchiveit è una interfaccia moderna e Open Source al servizio di SHERPA/RoMEO, fruibile da dispositivi mobili e dotata di un sistema interno di cache per accelerarne le risposte agli utenti.
Lo strumento intende semplificare ulteriormente le informazioni fornite dal catalogo SHERPA/RoMEO, abbandonando la catalogazione per colori a favore di icone grafiche, e presentando le condizioni imitando le pagine riassuntive delle licenze Creative Commons.

## Modalità di autoarchiviazione
L'autoarchiviazione avviene principalmente su tre fronti di archiviazione digitale.
- Sito Web personale degli autori
- Deposito istituzionale
- Deposito disciplinare (o archivio aperto)

Archiviare sul sito personale è veloce e pratico ma presenta delle problematiche, tra le quali la visibilità dell'articolo e la volatilità dei link Web. Per questo motivo è consigliabile autoarchiviare su depositi creati per questo scopo.

## Archivi aperti
Un archivio aperto, o deposito digitale, è un'infrastruttura virtuale che consente il deposito di eprints (preprint, postprint e versioni finali delle pubblicazioni). I depositi istituzionali sono installati e mantenuti da università e istituti di ricerca. Solitamente il loro utilizzo è consentito solo agli addetti ai lavori, assunti dagli stessi enti di ricerca. I depositi istituzionali solitamente si basano su software open source: fra i più utilizzati, vi sono EPrints, DSpace, Fedora Commons. I depositi disciplinari, o archivi aperti, non sono legati a un singolo organo di ricerca ma limitano la sottomissione di eprints rispetto alle discipline alle quali appartengono. Per esempio, tra i più conosciuti depositi disciplinari vi sono arXiv (per ricerca in fisica, matematica, informatica, biologia quantitativa, finanza quantitativa e statistica), RePEc (economia), PeerJ Preprints (life sciences), HAL. Recentemente, sono nati archivi digitali non legati ad alcuna disciplina in particolare, che spesso hanno caratteristiche peculiari. Per esempio, figshare e zenodo ammettono ogni tipo di disciplina ma anche vari tipi di artefatti di ricerca, come tabelle, immagini e basi di dati.

### Elenchi di archivi aperti
Per trovare l'archivio aperto più consono al proprio ambito di ricerca, esistono alcuni elenchi:
- OpenDOAR (archiviato dall'url originale il 20 ottobre 2011) – Directory of Open Access Repositories, Univ. of Nottingham, Univ. of Lund
- ROAR (archiviato dall'url originale il 9 dicembre 2009) – Registry of Open Access Repositories, EPrints

### Interoperabilità
Gli archivi sono fra di loro interoperabili, purché compatibili con standard come OAI-PMH (Open Archive Initiative – Protocol for Metadata Harvesting). Il contenuto degli archivi diviene interrogabile dai comuni motori di ricerca grazie ai metadati associati a ogni singolo file. I metadati sono le informazioni che permettono l'identificazione di un contributo (autore, titolo, data di pubblicazione, fonte…) e ne costituiscono le principali chiavi di ricerca.
Altri requisiti di un archivio sono esplicitati dai principi FAIR (findable, accessible, interoperable and re-usable).

### Ricerca negli archivi aperti
Il materiale contenuto negli Archivi Aperti viene normalmente ricercato e ritrovato anche dai comuni motori di ricerca e da  Google Scholar.
Esistono alcuni motori dedicati, che offrono risultati più mirati:
- OAIster (archiviato dall'url originale il 12 ottobre 2009) – Univ. of Michigan
- PLEIADI (archiviato dall'url originale il 30 settembre 2011) – CILEA/CASPUR